# Batalion „Czata 49”

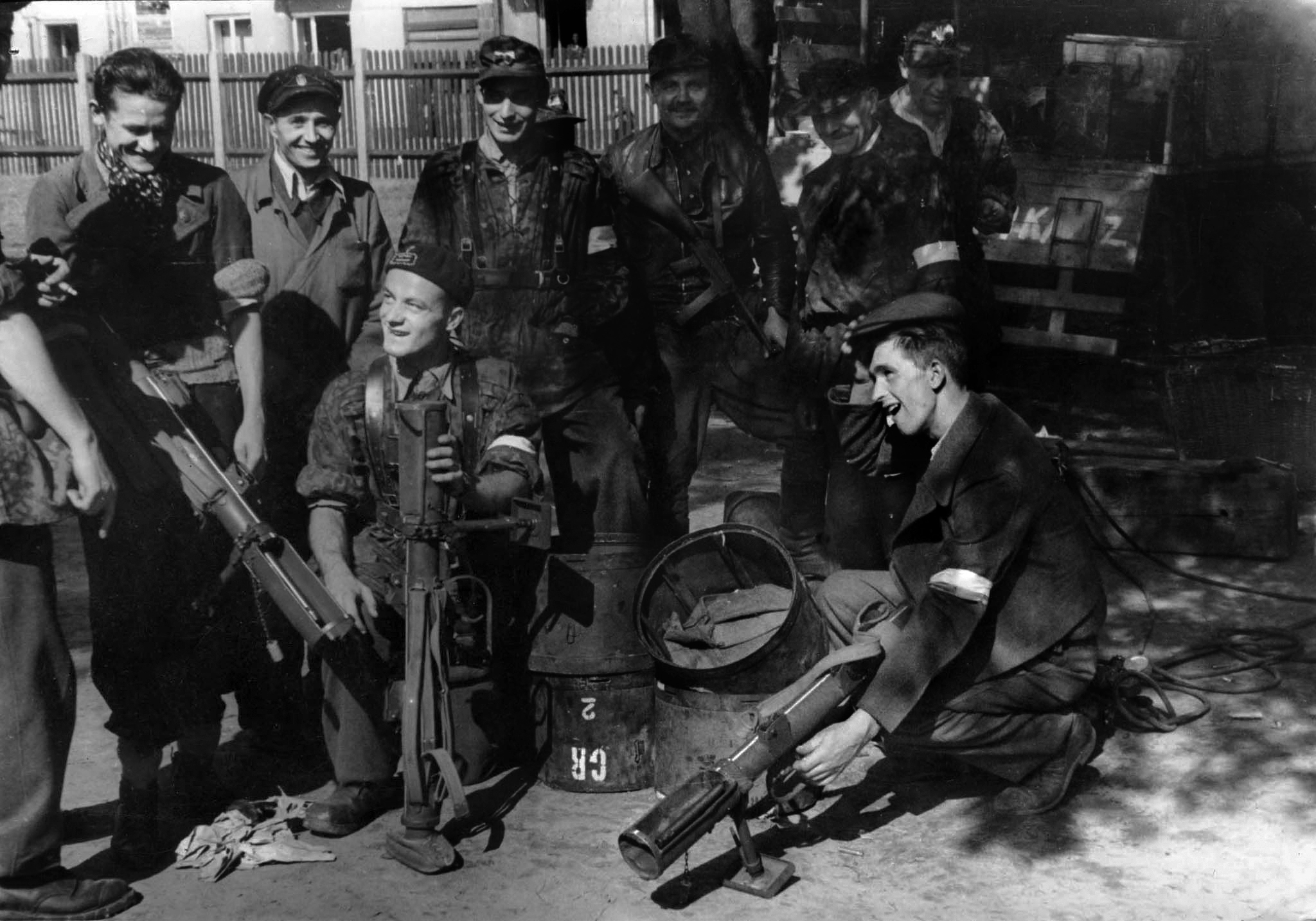
Żołnierze z Batalionu „Czata 49” wyciągają z zasobników zrzutowe granatniki przeciwpancerne PIAT. Trzeci od lewej stoi kpr. pchor. Andrzej Maringe „Andrzej", w środku siedzi kpr. pchor. Stanisław Potworowski „Potwór”

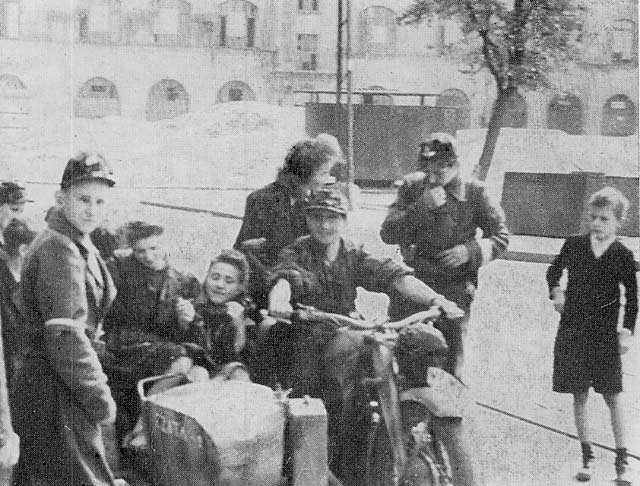
Grupa żołnierzy z Batalionu „Czata 49” na ulicy Franciszkańskiej ze zdobycznym motocyklem. Na tylnym siedzeniu siedzi łączniczka Anna Wyganowska „Ewa” i przekazuje rozkaz strzelcowi „Kropka”

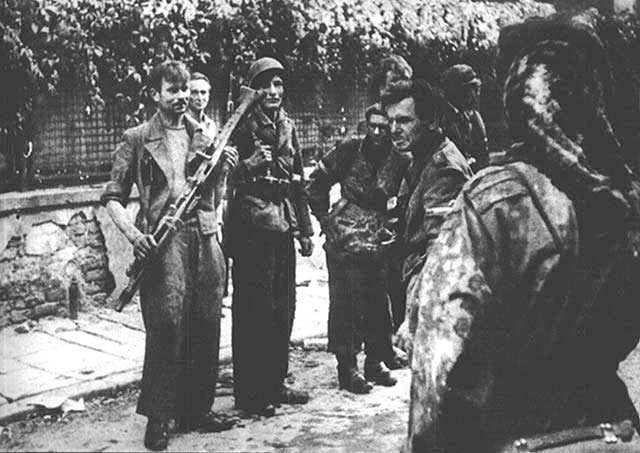
Żołnierze Batalionu „Czata 49" po kilkugodzinnym przejściu kanałami z placu Krasińskich do ulicy Wareckiej na Śródmieście, nad ranem 2 IX 1944. Ze zdobycznym MG 42 stoi kpr. Antoni Kłopocki „Dąbek”

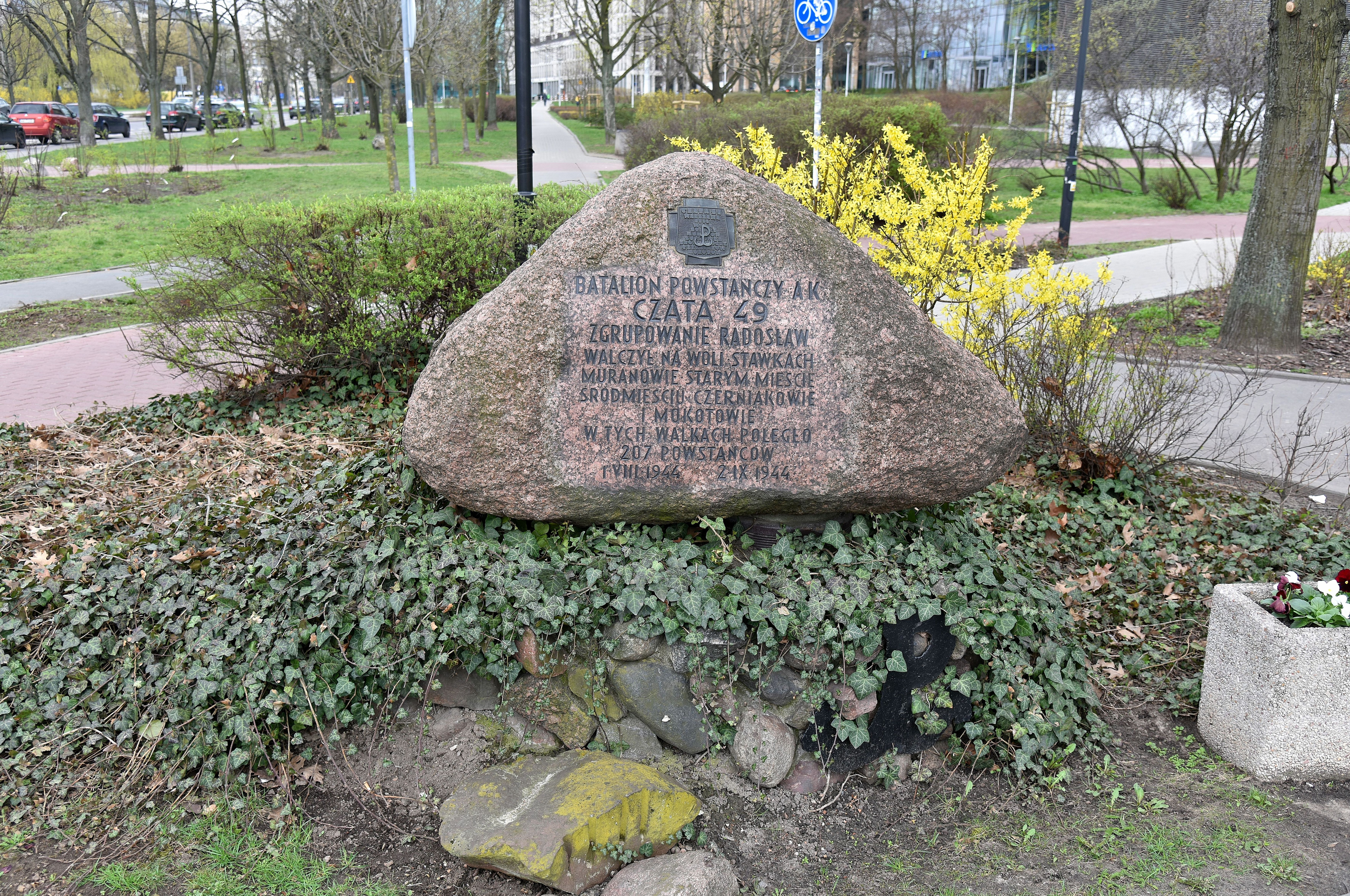
Kamień pamiątkowy poświęcony batalionowi „Czata 49” przy ulicy Słomińskiego, w pobliżu wejścia na stację metra Dworzec Gdański

Batalion „Czata 49”, „Czata” – batalion Armii Krajowej, należący do zgrupowania „Radosław”. 
W 1942 r. powstała Centrala Zaopatrzenia Terenu (CZT), z kryptonimem liczbowym KG AK: 49. Miała ona na celu zaopatrywanie Kedywów Okręgów AK, m.in. na Kresach. Pierwszym dowódcą CZT był mjr/ppłk cc. Henryk Krajewski „Trzaska”, a od maja 1944 – mjr cc. Tadeusz Runge ps. Witold. Zastępcą dowódcy tego batalionu był Zygmunt Milewicz.
Batalion Czata 49 utworzono z personelu CZT, IV Oddziału KG AK, żołnierzy 27. Wołyńskiej DP AK, oraz Cichociemnych oczekujących w stolicy na przydziały. 

## Powstanie warszawskie
W powstaniu warszawskim w 1944 roku batalion przeprowadził koncentrację swoich sił w rejonie ulicy Mireckiego, przedwojennego boiska Skry i na terenie Cmentarza ewangelickiego.   

### Wola i Muranów
Batalion 5 sierpnia przeprowadził nieudany atak w rejonie ulicy Płockiej. Następnie walczył w rejonie Karolkowej i Żytniej. 11 sierpnia przeszedł w rejon ruin Muranowa.   

### Stare Miasto
W dniu 17 sierpnia batalion wycofał się na Stare Miasto w rejon ulicy Franciszkańskiej i Mławskiej. Następnie walczył w obronie szpitala św. Jana Bożego, w nieudanym ataku na Dworzec Gdański i w obronie PWPW. W celu umożliwienia przebicia się do Śródmieścia innym oddziałom pod dowództwem Zbigniewa Ścibora-Rylskiego ps. „Motyl” 120 żołnierzy batalionu przeszło kanałami z placu Krasińskich i wzięło udział w nieudanym ataku na plac Bankowy, spod którego następnie powstańcy przeszli do Śródmieścia.

### Solec (Powiśle)
Batalion następnie walczył na Solcu (tzw. Powiślu Czerniakowskim) broniąc ulicy Rozbrat i Górnośląskiej, a od 13 września linii obronnej wzdłuż ulic Zagórnej i Czerniakowskiej. Z Solca resztki batalionu ewakuowały się kanałami na Mokotów.

### Mokotów
Potem część batalionu po przejściu kanałami krótko walczyła na Mokotowie w rejonie Królikarni, skąd 26 września przeszła kanałami do Śródmieścia.  
W czasie powstania warszawskiego przez szeregi batalionu przeszło około 400 osób, z których zginęło 179 powstańców w tym 20 oficerów. W jego składzie znajdowali się żołnierze 27. Wołyńskiej Dywizji Piechoty i Cichociemni. W batalionie Czata 49 walczyli między innymi: Jan Bienias, Cezary Nowodworski i Romuald Śreniawa Szypiowski. 

## Skład
- Okupacja (Okręgi: Wołyński, Nowogródzki, Poleski, Wileński)
  - Start 1 (dow. Tadeusz Grzeszczyński)
  - Start 2 (dow. Antoni Kończal, ps. "Zawisza")
  - Start 3 (dow. Kazimierz Augustowski)
  - Start 4 (dow. Jan Rogowski)
  - Start 5 (dow. Franciszek Gramza)
- Powstanie warszawskie
  - pluton Mieczyki z KN (dow. Mieczysław Kurzyna)
  - kompania warszawska trzy plutony, w których skład wchodzili żołnierze 27. Wołyńskiej Dywizji Piechoty AK (dow. Zdzisław Zołociński, Marek Szymański i Zbigniew Ścibor-Rylski)
  - 4 drużyny (dow. Franciszek Gramza, Józef Kaczmarek, Henryk Walewski, Jan Byczkowski)
  - pluton Ruskiego (dow. Marian Czarnecki)
  - oddział Zygmunta Jędrzejewskiego
  - pododdział por. Zgody
  - grupa kurierów
  - służba sanitarna

## Upamiętnienie
- U zbiegu ulic Słomińskiego i A. Dawidowskiego znajduje się skwer Batalionu AK „Czata 49” z kamieniem pamiątkowym.